# San Michele Arcangelo (Palermo)

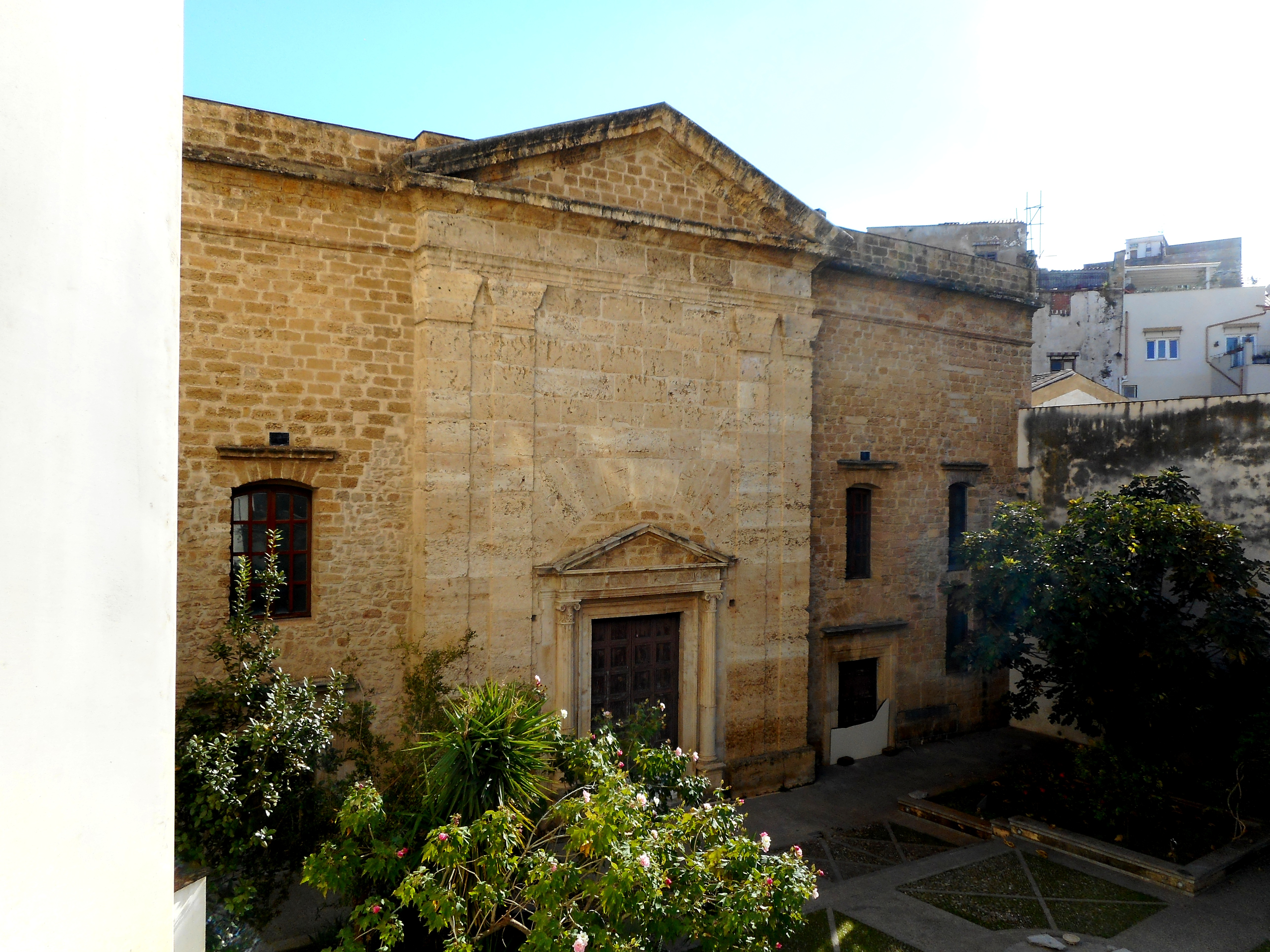
Fassade

San Michele Arcangelo oder auch San Michele de’ Indulciis
ist ein katholisches Kirchengebäude in der historischen Altstadt von Palermo. Es wurde auf der mittelalterlichen Kirche Santa Maria La Grotta erbaut.
Die Kirche gehört zum großen Komplex der Jesuitenkirche Casa Professa in der Umgehung des Palazzo dei Normanni im Viertel Ballarò.
Sie dient heute als Außenstelle der Gemeindebibliothek der Casa Professa.

## Geschichte

### Byzantinisch-arabische Epoche
In der Umgebung gibt es ein dichtes Netz von Höhlen.
Diese Höhlen sind typisch für sizilianische Städte und wurden von frühchristlichen Gemeinden als Gräber genutzt.

### Normannenzeit
Zur Zeit des Einzugs der Normannen in diesen Teil der Stadt, der damals an der südlichen Hafeneinfahrt lag, befanden sich an dieser Stelle Schiffswerften.
Inschriften aus dem Jahr 1149 belegen die Errichtung einer Annakapelle durch einen Kleriker Rogers II. von Sizilien.

### Staufische Herrschaft
Ein Testament aus dem Jahr 1264 belegt die Änderung des Patroziniums auf San Michele de indulciis.

### Aragonesische Zeit
1308 wird die Gründung der Bruderschaft von San Michele de’ Indulciis dokumentiert. Die Bruderschaft wurde 1800 aufgelöst.

### Spanische Herrschaft
Es gab ein Fresko mit der Darstellung der Jungfrau Maria. Eine künstlerische Restauration dieses Freskos nährte den Volksglauben an eine weinende Jungfrau. dies wurde so populär, dass sich der Erzbischof Giovanni Paternò zu einer persönlichen Erkundung genötigt sah. Dabei wurde festgestellt, dass die Geschichte erfunden wurde, um Opfergaben der Gläubigen zu stehlen. Es wurde eine Entfernung der Bilder und eine Schließung der Kirche angeordnet.
Im Jahr 1513 beauftragte die Bruderschaft San Michele de’ Indulciis Antonello Gagini für eine Marmorstatue des Erzengels Michael. Aus der Kirche stammt eine Holzstatue des Erzengels Michael, die 1684 von Antonino Rallo aus Trapani geschnitzt wurde. Die Holzstatue ist heute in der Kirche San Francesco Saverio zu sehen.

### Österreichische und Bourbonische Herrschaft
Am 28. Juni 1718 besichtigte der Kanoniker Antonino Mongitore die unterirdischen Räumlichkeiten durch eine kleine Tür hinter dem Altar der Heiligen Erzengel, der an den Hochaltar auf der linken Seite angrenzt.
Die Besichtigung ergab Spuren von bereits teilweise entfernten Fresken und es konnten die Abläufe rekonstruiert werden die zur Entfernung geführt hatten. Man fand Nischen, acht kleine Kapellen, menschliche Knochen, Bestattungen in der Kapelle des Kruzifixes,
Die Krypten Lagen direkt an der Stadtmauer neben dem ursprünglichen Hafen Palermos.
1800 wurde die Kirche dem neuen Krankenhaus im Palazzo Sclafani angegliedert. Die Rektoren des Krankenhauses erlaubten den Mitgliedern der Priesterkongregation des Heiligen Karl Borromäus, sich in der Kirche zu geistlichen Übungen zu treffen. Die Priester gaben ein Bild des Heiligen in Auftrag.
Nach der Vertreibung der Jesuiten wurden die Gebäude zum Sitz der Senatsbibliothek.

### Gegenwart
Erste konservierende Maßnahmen wurde im September 1997 begonnen und im Juni 2005 abgeschlossen.
Eine zweite Restaurierungsrunde wurde 2009 begonnen und im Dezember 2016 abgeschlossen.
Bei den letzten beiden Restaurierungsrunden wurden archäologische Überreste in den Strukturen der Bibliothek entdeckt.

## Gebäudeinneres
Das Gebäude hat den Grundriss einer Basilika aus dem 14. Jahrhundert. Es hat einen nicht überdachten Vorhof und ein Rokoko-Portal am Haupteingang im Westen. Der Innenraum wird durch 14 Säulen in drei Schiffe unterteilt. Im Innenraum stehen sieben Altäre und einem Hochaltar in der zentralen Apsis. Der Bau wurde im 16. Jahrhundert mehrfach umgebaut, erweitert und verfeinert. Heute erfolgt die Nutzung als Bücherdepot für die Stadtbibliothek.

### Kunstwerke
Im Südschiff:
- Erstes Gewölbefeld: Cappella del Santissimo Crocifisso.[12]
  - Nische mit Tafeln in verschiedenen Sprachen, darunter: Latein, Griechisch, Hebräisch und Arabisch.[12]
- Drittes Gewölbefeld: Cappella di San Girolamo. Gemälde mit der Darstellung des Heiligen   Hieronymus von Zoppo di Ganci.[16]
- Grab von 1550.[9]

Andere Kunstwerke:
- Epiphaniaskapelle. Epiphanias, ein Triptychon welches Filippo Lippi zugeschrieben wird.[16]
- Annakapelle.[7]
- Kapelle der sieben Erzengel, im Raum zur Linken des Hauptaltars. Dort befindet sich eine Falltür die den Zugang zu den Katakomben darstellt sowie ein Bild der Heiligen Erzengel[16]
- Karl Borromäus, ein von der  Kongregation des Heiligen Karl Borromäus gestiftetes Gemälde aus dem 19. Jahrhundert.[9]

Über der Orgel Kruzifix aus dem Dom, nach der Pest 1575 der Kirche gespendet.

## Katakomben
Unter der Kirche befinden sich Katakomben aus frühchristlicher Zeit.

## Bruderschaft von San Michele de’ Indulciis
- 1308: Gründung der Confraternita di San Michele de’ Indulciis
- 1800: Auflösung der Bruderschaft

## Note
1. 1 2  Vincenzo Mortillaro: Guida per Palermo e pei suoi dintorni del barone V. Mortillaro in Tipografia del giorn. Letterario, 1836, S. 40.
2. ↑  Francesco Sacco: Dizionario geografico del Regno di Sicilia in Reale Stamperia, 1800, S. 101
3. ↑  Vincenzo Mortillaro: Guida per Palermo e pei suoi dintorni del barone V. Mortillaro in Tipografia del giorn. Letterario, 1836, S. 39.
4. ↑  Joseph Führer, Victor Schulze: Palermo. In: Jahrbuch des Deutschen Archäologischen Instituts / Ergänzungs-Heft: Die altchristlichen Grabstätten Sizilien. Nr. 7. Berlin 1907, S. 220–235.
5. ↑  Massimo Denaro, Emma Vitale: Il restauro del complesso di S. Michele Arcangelo a Palermo: i saggi archeologici. In: Gian Pietro Brogiolo (Hrsg.): II Congresso Nazionale di Archeologia Medievale. Florenz 2002, S. 366–371.
6. 1 2 3  Gaspare Palermo: Guida istruttiva per potersi conoscere ... tutte le magnificenze ... della Città di Palermo in Reale Stamperia, Band 3, 1816, S. 158–159
7. 1 2 3 4  Gaspare Palermo: Guida istruttiva per potersi conoscere ... tutte le magnificenze ... della Città di Palermo in Reale Stamperia, Band 3, 1816, S. 159–160
8. ↑  Rocco Pirro: Sicilia sacra disquisitionibus et notitiis illustrata Vol 1. Palermo 1644, Sp. 295 f.
9. 1 2 3 4 5 6 7 8  Gaspare Palermo: Guida istruttiva per potersi conoscere ... tutte le magnificenze ... della Città di Palermo in Reale Stamperia, Band 3, 1816, S. 166
10. ↑  Gaspare Palermo: Guida istruttiva per potersi conoscere ... tutte le magnificenze ... della Città di Palermo in Reale Stamperia, Band 3, 1816, S. 177
11. ↑  Gioacchino di Marzo: I Gagini e la scultura in Sicilia nei secoli XV e XVI; memorie storiche e documenti in Stamperia del Giornale di Sicilia, S. 267–268
12. 1 2 3  Gaspare Palermo: Guida istruttiva per potersi conoscere ... tutte le magnificenze ... della Città di Palermo in Reale Stamperia, Band 3, 1816, S. 161
13. 1 2  Gaspare Palermo: Guida istruttiva per potersi conoscere ... tutte le magnificenze ... della Città di Palermo in Reale Stamperia, Band 3, 1816, S. 155–156
14. ↑  Gaspare Palermo: Guida istruttiva per potersi conoscere ... tutte le magnificenze ... della Città di Palermo in Reale Stamperia, Band 3, 1816, S. 157
15. ↑  Gaspare Palermo: Guida istruttiva per potersi conoscere ... tutte le magnificenze ... della Città di Palermo in Reale Stamperia, Band 3, 1816, S. 167
16. 1 2 3  Gaspare Palermo: Guida istruttiva per potersi conoscere ... tutte le magnificenze ... della Città di Palermo in Reale Stamperia, Band 3, 1816, S. 165

Koordinaten: 38° 6′ 44,5″ N, 13° 21′ 41,5″ O